# Herman Whiton
Herman Frasch „Swede“ Whiton (* 6. April 1904 in Cleveland; † 6. September 1967 in New York City) war ein US-amerikanischer Segler.

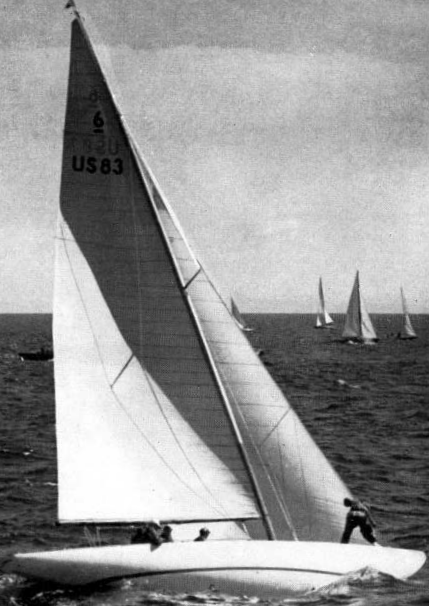
6mR Yacht Llanoria, US 83, Goldmedaille 1948 und 1952

## Erfolge
Herman Whiton nahm in der 6-Meter-Klasse an drei Olympischen Spielen als Skipper teil und belegte bei seinem Olympiadebüt 1928 in Amsterdam mit der Frieda den sechsten Platz. Zu seiner zweiten Teilnahme kam es erst 20 Jahre darauf in London, bei der er Olympiasieger wurde. Mit der Llanoria gewann er unter anderem drei der sieben Wettfahrten, sodass er mit 5472 Gesamtpunkten vor dem argentinischen Boot Djinn von Enrique Sieburger senior und dem schwedischen Boot Ali Baba II von Tore Holm Erster wurde. Zu seiner Crew gehörten dabei Alfred Lee Loomis junior, James Weekes, James Smith und Michael Mooney. Bei den Olympischen Spielen 1952 in Helsinki wiederholte Whiton mit der Llanoria diesen Erfolg, als ihm in sieben Wettfahrten erneut unter anderem drei Siege gelangen, sodass sie die Regatta mit 4870 Gesamtpunkten vor der von Finn Ferner angeführten Elisabeth X aus Norwegen und der Ralia aus Finnland mit Skipper Ernst Westerlund auf dem ersten Platz beendete. Seine Ehefrau Emelyn Whiton ersetzte in einer Wettfahrt John Morgan, während die übrigen Crewmitglieder Everard Endt, Eric Ridder und Julian Roosevelt alle Wettfahrten bestritten.
Emelyn und Herman Whiton waren von 1939 bis 1957 verheiratet. Whiton machte 1926 seinen Abschluss an der Princeton University und arbeitete als Postgraduate in den geologischen Fakultäten von Harvard und der Columbia. Im Laufe seines Arbeitslebens führte er als Präsident die Union Sulphur & Oil Corporation.